# Nugger
Nugger is een afkorting voor 'niet-uitkeringsgerechtigde'. Het betreft iemand die werk zoekt, maar geen recht heeft op een uitkering.

## Omschrijving
De definitie van nugger is niet eenduidig. Het CBS hanteert de definitie: een niet-uitkeringsgerechtigde (nugger) is een persoon jonger dan de pensioengerechtigde leeftijd, die als werkloze werkzoekende staat geregistreerd bij het UWV. Het probleem met deze definitie is dat hiermee een onzichtbare groep werklozen niet wordt meegerekend, want na beëindiging van een uitkering door het UWV wordt de werkloze automatisch na een jaar uit het werkzoekendenbestand uitgeschreven en valt dan niet meer onder de officiële werkloosheidscijfers. Nuggers kunnen zich wel inschrijven bij het UWV en komen dan in principe in aanmerking voor de basisdienstverlening van het UWV en eventuele ondersteuning bij re-integratie door gemeenten.

## Voorbeelden
- Schoolverlaters zonder arbeidsverleden.
- Werkzoekenden die na de WW-periode geen recht hebben op een uitkering in verband met financieel vermogen.
- Werkzoekenden die geen recht hebben op een uitkering, omdat hun partner daarvoor te veel verdient.
Dit zijn bijvoorbeeld tweeverdieners van wie er één werkloos is geworden
of herintreders wanneer de kinderen al wat ouder zijn.